# 溝坪
溝坪，是臺灣高雄市內門區的一個傳統地域名稱，位於該區東北端。相較於今日行政區，其範圍大致包括金竹里、溝坪里不含東南部、永吉里西北部。

## 歷史
台灣日治初期，溝坪地區為一（舊制）街庄，稱為「溝坪庄」，隸屬於羅漢外門里。該庄西邊南段與木柵庄為鄰，西邊北段及西北邊與菁埔藔庄為鄰，東北邊為茄苳湖庄，東邊為山杉林庄，東南邊及南邊為萊仔坑庄。
1901年（日治明治三十四年）11月，全台設置二十廳，該庄隸屬於蕃薯藔廳。1903年（明治三十六年）6月，該庄編入「溝坪區」，隸屬於蕃薯藔廳。1909年（明治四十二年）10月，合併二十廳為十二廳，溝坪區改隸屬於阿緱廳。1920年（大正九年），廢十二廳改設五州二廳，該庄改制為「溝坪」大字，隸屬於高雄州旗山郡內門庄（新制街庄）。
戰後內門庄改制為內門鄉，隸屬於高雄縣，大字亦改制為村。1950年高、屏分治，內門鄉仍隸屬於高雄縣。2010年12月25日，因高雄縣市合併為新直轄市高雄市，內門鄉改制為內門區，村亦改制為里。

## 聚落
本地區發展較早的聚落有藤坑、溝坪、韮菜崙、南勢坑、紅花園、山豬湖、頭社、牛藔、水泉、王爺崙、竹圍、大竹崙、頂公館、金瓜藔等，在日治期初期的官方地圖上已有記載。

## 交通
區道高117線是金瓜寮（實際起點在茄苳湖）至口隘的道路。
區道高121線是溝坪至內門的道路，可銜接臺南市區道南171-1線。

## 學校
- 溝坪國小
- 金竹國小